# Macross Dynamite 7
Macross Dynamite 7 (マクロスダイナマイト7, Makurosu Dainamatio Sebun) est une série d'OAV japonais sortie en 1997.

## Synopsis
Nekki Basara, le chanteur mythique du groupe "Fire Bomber" décide de partir pour la planète Zora. Là bas, il est témoin d'un vol de Valkyrie et comme à son habitude: il tentera d'y mettre un terme...

## Épisodes
1. Wonder ( 漂流 )
2. Cemetery ( 墓場 )
3. Lonesome ( 孤独 )
4. [Singing Planet of the Galactic Whales] Zola (銀河クジラの歌う星)